# 녹색의자
"녹색의자"는 2005년에 개봉한 대한민국의 영화이다.

## 캐스팅
- 서정 : 문희 역
- 심지호 : 현 역
- 오윤홍 : 수진 역
- 선욱현 : 취조형사 역
- 김전한 : 기자 역
- 윤세정 : 간호사 역
- 유명순 : 노래할머니 역
- 주부진 : 대변할머니 역
- 율리 : 홈모녀 역
- 백학기 : 문희남편 역
- 남정희 : 문희어머니 역
- 김혜옥 : 현어머니 역
- 임윤식 : 현아버지 역
- 조학자 : 포장마차여주인 역
- 박용완 : 병원사무관 역
- 강원석 : 취조형사 2 역
- 김상열 : 교도계장 역
- 박상혁 : 기자 1 역
- 김용완 : 기자 2 역
- 박형태 : 병원의사 역
- 이재현 : 바닷가꼬마들 역
- 이가영 : 바닷가꼬마들 역
- 이현정 : 바닷가꼬마들 역
- 이솔청 : 바닷가꼬마들 역
- 이상규 : 바닷가꼬마들 역
- 이재규 : 바닷가꼬마들 역
- 김영동 : 버스꼬마 역